# 皮纳雷霍斯
皮纳雷霍斯，是西班牙卡斯蒂利亚-莱昂塞戈维亚省的一个市镇。 总面积30平方公里，总人口191人（2001年），人口密度6人/平方公里。